# Bullas (vi)
Bullas és una denominació d'origen dels vins dels quals es produeixen al nord-oest de la Regió de Múrcia. Està composta pels municipis de Bullas, el qual és el centre de la denominació, i els del seu entorn com ara Calasparra, Caravaca de la Cruz, Llorca, Cieza, Totana, entre d'altres.

## L'entorn
L'altitud mitjana dels vinyers és de 400 a 900 metres sobre el nivell del mar, el clima és mediterrani i les precipitacions tenen una mitjana anual de 450 mm.

## Vins
- Vins negres: de 12 a 14% (vol).
- Vins rosats: de 11 a 12,5% (vol).
- Vins blancs: de 10 a 12,5% (vol).

## Varietats de raïm
- Varietats blanques: Macabeu, Forcallat.
- Varietats negres: Monastrell, Cavernet Sauvignon, Merlot, Syrah, Ull de Llebre, Garnatxa.